# Arnaud De Decker
Arnaud De Decker (1995) is een Belgische onderzoeksjournalist en internationaal verslaggever. Zijn journalistieke werk richt zich op thema’s zoals Oekraïne, conflicten, milieu, migratie en mensenrechten. Hij publiceert in zowel Belgische als internationale media.

## Biografie
De Decker is afkomstig uit Brussel, waar hij ook vandaag de dag woont. In 2017 behaalde hij een bachelorsdiploma in journalistiek aan de Erasmushogeschool Brussel. Vervolgens in 2019, studeerde hij politieke wetenschappen aan de Vrije Universiteit Brussel. In 2020 volgde hij een postgraduaat in Internationale Onderzoeksjournalistiek aan de Thomas More Hogeschool in Mechelen.

## Carrière
Als internationaal verslaggever deed De Decker verslag vanuit verschillende crisisgebieden. Sinds het begin van de Russische invasie van Oekraïne in 2022 brengt hij regelmatig verslag uit vanuit de Donbas-regio, waar hij zich richt op het documenteren van zowel het militaire conflict als de impact op de burgerbevolking. Hij was actief als verslaggever voor onder andere Het Laatste Nieuws en Het Nieuwsblad. Naast zijn werk in Oekraïne heeft hij ook verslag uitgebracht vanuit onder meer Mexico, Colombia, Guinee, Marokko, Nepal en Turkije.

## Publicaties
In 2024 verscheen zijn boek Onverwoestbaar bij uitgeverij De Geus. In dit werk brengt hij verhalen samen van mensen die leven en overleven in tijden van oorlog, met een focus op de dagelijkse realiteit achter de frontlinies. Zijn reportages en artikelen verschenen in tal van nationale en internationale publicaties, waaronder Al Jazeera, Trouw, Knack, De Standaard, De Morgen, La Libre Belgique en VICE.

## Erkenning
De Decker werd genomineerd voor de Belfius Persprijs in de categorie Jong Talent, voor zijn reportage-reeks De hel van Bachmoet, die werd gepubliceerd in Het Laatste Nieuws.